# Ovidio Botella Pastor
Ovidio Botella Pastor (Alcoy, 1909-Ciudad de México, 1996) fue un arquitecto hispano-mexicano.

## Biografía
Nació en localidad alicantina de Alcoy el 7 de febrero de 1909, siendo hijo del político republicano Juan Botella Asensi. Pasó sus primeros años en su localidad natal, aunque debido a la actividad política de su padre se trasladaría a la capital. Cursó estudios en la Escuela Superior de Arquitectura de Madrid, los cuales finalizaría en 1935.
Tras el estallido de la Guerra civil ingresó en el Quinto Regimiento, uniéndose posteriormente al Ejército Popular de la República. Avanzada la contienda llegaría a ser comandante general de ingenieros del Ejército del Ebro, siendo el principal responsable del tendido de puentes de paso sobre el río Ebro durante la batalla homónima. Alcanzó el rango de teniente coronel. Al final de la guerra hubo de cruzar la frontera francesa y exiliarse. Estuvo internado en el campo de concentración de Saint Cyprien.
En España el régimen franquista le impuso la inhabilitación absoluta para ejercer de cargos públicos y el ejercicio privado de la profesión de arquitecto.
En mayo de 1939 embarcó en Francia rumbo hacia México, país al que Ovidio Botella llegaría al mes siguiente. Instalado en Ciudad de México, allí fundaría junto al también arquitecto Roberto Fernández Balbuena la empresa «Técnicos Asociados», la cual estaba especializada en el desarrollo de proyectos y construcción de edificios, cálculos de estructuras, etc. Ovidio Botella desarrolló una intensa actividad arquitectónica durante su etapa mexicana, siendo autor del Instituto Nacional de Cardiología, de la Universidad de las Américas de Puebla, la sede del Instituto Mexicano del Seguro Social en San Juan de Aragón, etc. Falleció en México D.F. en 1996.